# 동오초등학교
동오초등학교는 대한민국 경기도 의정부시에 있는 공립 초등학교이다.

## 학교 연혁
- 1996년 2월 28일 설립 인가(22학급)
- 1996년 3월 1일 개교
- 1998년 2월 16일 제1회 졸업식(남 86명, 여 95명, 계 191명)
- 2009년 3월 1일 교원능력개발평가 선도 학교 지정 운영
- 2014년 2월 14일 제17회 졸업식(170명 졸업)
- 2014년 3월 1일 33학급 편성(유치원 1학급 포함)
- 2014년 3월 1일 제8대 교장 부임
- 2014년 3월 1일 창의지성 행복학교 혁신학교 지정

## 참고 자료
- 동오초등학교 - 한국교육학술정보원 학교알리미